# Черваро (Фрозиноне)
Черваро (итал. Cervaro) је насеље у Италији у округу Фрозиноне, региону Лацио.
Према процени из 2011. у насељу је живело 4141 становника. Насеље се налази на надморској висини од 239 м.

## Становништво
Према резултатима пописа становништва 2011. у општини је живело 7.744 становника.
| 1936. | 1951. | 1961. | 1971. | 1981. | 1991. | 2001. | 2011. |
| ----- | ----- | ----- | ----- | ----- | ----- | ----- | ----- |
| 6.502 | 6.654 | 5.188 | 4.780 | 5.647 | 6.680 | 7.022 | 7.744 |